# ᵟ
Cette page contient des caractères spéciaux ou non latins. S’ils s’affichent mal (▯, ?, etc.), consultez la page d’aide Unicode.
ᵟ, appelée delta en exposant, delta supérieur ou lettre modificative delta, est un symbole de l’alphabet phonétique ouralique, notamment dans les travaux d’Eliel Lagercrantz, et un symbole de transcriptions dérivées de l’alphabet phonétique international. Il est formé de la lettre grecque delta mise en exposant.

## Utilisation
Dans certains ouvrages utilisant une forme non standard de l’alphabet phonétique international, delta ‹ δ › est utilisé au lieu de l’edh ‹ ð › pour représenter une consonne fricative dentale voisée, et le delta en exposant ‹ ᵟ › est utilisé pour indiquer l’affrication d’une consonne dentale, par exemple [d̪ᵟr] dans drill ou dresser en anglais mannois (en), normalement noté [d̪͡ðr].

## Représentations informatiques
La lettre modificative delta peut être représenté avec les caractères Unicode suivants (extensions phonétiques) :
| formes       | représentations | chaînes de caractères | points de code | descriptions                        | note                            |
| ------------ | --------------- | --------------------- | -------------- | ----------------------------------- | ------------------------------- |
| modificative | ᵟ               | ᵟ                     | U+1D5F         | lettre modificative minuscule delta | codé pour le symbole phonétique |

## Sources
- (en) George Broderick, « Manx English: an overview », dans The Celtic Englishes, vol. 1, 1997, p. 123-134
- (en) George Broderick, Manx English, 2022 (lire en ligne)
- (en) Finlande, Irlande, Norvège ISO/IEC JTC1/SC2/WG2, Uralic Phonetic Alphabet characters for the UCS, 20 mars 2002 (lire en ligne)
- (de) Eliel Lagercrantz, Lappischer Wortschatz, vol. 1 et 2, Helsinki, Suomalaisugrilainen seura, coll. « Lexica Societatis Fenno-ugricae » (no 6), 1939